# تشارلز هيلر إينز
تشارلز هيلر إينز هو محامي وسياسي أمريكي، ولد في 6 أغسطس 1870 في بوسطن في الولايات المتحدة، وتوفي في 27 مايو 1939. نشط حزبياً في الحزب الجمهوري. وقد انتخب عضو مجلس نواب ماساتشوستس ‏.